# لاري كوكر
لاري كوكر (بالإنجليزية: Larry Coker)‏ هو لاعب كرة قدم أمريكية أمريكي، ولد في 23 يونيو 1948 في أوكيما في الولايات المتحدة.

## وصلات خارجية
- لاري كوكر على موقع إن إن دي بي (الإنجليزية)